# Social Distortion (musikalbum)
Social Distortion är ett musikalbum av punkrockbandet Social Distortion, släppt den 27 mars 1990. Det var deras första album för Epic Records och deras tredje totalt.

## Låtlista
Samtliga låtar skrivna av Mike Ness, om annat inte anges.
1. "So Far Away" (John Maurer/Mike Ness) - 3:37
2. "Let It Be Me" - 4:16
3. "Story of My Life" - 5:48
4. "Sick Boys" - 3:19
5. "Ring of Fire" (June Carter Cash/Merle Kilgore) - 3:51
6. "Ball and Chain" - 5:44
7. "It Coulda Been Me" - 3:52
8. "She's a Knockout" - 3:52
9. "A Place in My Heart" - 3:15
10. "Drug Train" - 3:42